# Bigio Vielmi
Luigi Vielmi, detto Bigio (Brescia, 6 gennaio 1893 – Brescia, 23 giugno 1963), è stato un calciatore italiano, di ruolo attaccante.
Era noto anche come Vielmi III, essendo il più giovane di tre fratelli, tutti calciatori dalla fondazione del Brescia (Giuseppe Vielmi o Vielmi I, e Battista Vielmi, o Vielmi II).

## Caratteristiche tecniche
Nato come attaccante, giocò anche come centrocampista e, in caso di necessità, anche come difensore.

## Carriera
Figlio di due benestanti fabbricanti di fruste, giocò per tutta la sua carriera nel Brescia (considerando anche i club da cui nacquero le rondinelle, la Forti e Liberi e la Victoria) di cui fu, il 17 luglio 1911, uno dei fondatori.
Nei primi anni di vita del club, dal 1911 al 1915 (anno di sospensione dei campionati a causa della prima guerra mondiale) disputò 42 partite divise tra Terza Categoria, Promozione e Prima Categoria, segnando 16 reti.
Dalla ripresa dei campionati, nel 1919, al 1924 collezionò 66 presenze in Prima Categoria e in Prima Divisione, realizzando 3 reti.
Ritiratosi dall'attività agonistica fondò e allenò la Trivellini, intitolata al suo ex compagno di squadra Luigi Trivellini, caduto in guerra; la squadra partecipò a campionati minori. Successivamente divenne dirigente del Brescia, accompagnando nell'estate del 1928 la squadra nella tournée americana.